# 二瓶剛男
二瓶 剛男（にへい たけお、1938年7月17日 - 2009年9月10日）は、日本の経済学者。東京大学名誉教授・元北海学園大学教授。専門は理論経済学、経済政策。東京都出身。

## 来歴
- 1962年 東京大学経済学部卒
- 1967年 同大学院経済学研究科博士課程を経て、同経済学部助手
- 1970年 法政大学経済学部助教授
- 1973年 東京大学社会科学研究所助教授
- 1986年 同社会科学研究所教授
- 1999年 東京大学退官。同名誉教授
- 2001年 北海学園大学経済学部教授
- 2008年 同大学退職
- 2009年9月10日、高血圧性脳出血のため死去。71歳没[2]。

## 研究内容
- マルクス経済学の領域である国民経済バランス論の研究（再生産論）や、社会主義国の経済政策、特に旧ソ連経済構造の分析に関する研究を手がける。

## 受賞歴
- 叙従四位・瑞宝小綬章（2009年）

## 著書
- （東京大学社会科学研究所）編『現代社会主義：その多元的諸相』（東京大学出版会、1977年）
- （鶴田満彦）編『入門経済学: 常識から科学へ』（有斐閣新書、1990年新版、1979年初版）
- （東京大学社会科学研究所）編『福祉国家2福祉国家の展開[1]』（東京大学出版会 、1985年）
- （近藤邦康）,（和田春樹）編『ペレストロイカと改革・開放 : 中ソ比較分析』（東京大学出版会 、1993年）

など他多数